# Thlypopsis pectoralis
A Thlypopsis pectoralis a madarak osztályának verébalakúak (Passeriformes) rendjébe és a tangarafélék (Thraupidae) családjába tartozó faj.

## Rendszerezése
A fajt Wladyslaw Taczanowski lengyel zoológus írta le 1884-ben, a Nemosia nembe Nemosia pectoralis néven.

## Előfordulása
Dél-Amerikában, az Andokban, Peru területén honos. Természetes élőhelyei a szubtrópusi és trópusi magaslati cserjések. Állandó, nem vonuló faj.

## Megjelenése
Testhossza 12 centiméter, testtömege 14-17 gramm.

## Természetvédelmi helyzete
Az elterjedési területe kicsi, egyedszáma viszont stabil. A Természetvédelmi Világszövetség Vörös listáján nem fenyegetett fajként szerepel.